# 第78独立空中強襲連隊 (ウクライナ空中機動軍)
第78独立空中強襲連隊「ヘルツ」（だい78どくりつくうちゅうきょうしゅうれんたい ヘルツ、ウクライナ語: 78-й окремий десантно-штурмовий полк «Ґерць»）は、ウクライナ空中機動軍の連隊。第7空中強襲軍団隷下。

## 概要

### ロシアのウクライナ侵攻

#### 北部・キーウ戦線
2022年2月24日、ロシアのウクライナ侵攻の影響に伴い、ウクライナ国家親衛隊特務中隊 ヘルツとして創設された。同月に北部キーウ州に配備され、ブチャ方面を防御し、4月にロシア軍はキーウ方面から撤退した。以後はウクライナ国防省情報総局に編入し、秘密裏にズミイヌイ島、エネルホダルの特殊作戦、クレミンナ方面の戦闘に参加した。
2023年4月、ウクライナ空中機動軍に編入し、第78特務連隊に改編された。

#### 南部・ザポリージャ戦線

第78独立空中強襲連隊旗

2023年6月、南部ザポリージャ州ポロヒー地区に再配置され、オリヒウ方面に展開した。
2023年8月、空挺部隊化に伴い、第78独立空中強襲連隊に改編された。

#### 東部・バフムート戦線
2023年11月、1個空中強襲大隊が東部ドネツィク州バフムート地区に再配置され、バフムート南のホルリウカ方面を防御した。

#### 東部・アウディーイウカ戦線
2024年4月、激戦地の東部ドネツィク州ポクロウシク地区に再配置され、友軍の救援でアウディーイウカ北のオチェレティネ方面を防御した。

#### ロシア・クルスク戦線
2024年8月、1個空中強襲大隊がロシア・クルスク州に再配置され、セイム川方面に展開した。

#### 東部・スヴァトヴェ-クレミンナ戦線
2025年1月、北東部ハルキウ州クプヤンシク地区に再配置され、クプヤンシク方面で珍しい捕虜を捕らえたとして、11月までロシアのレストランに勤務していた51歳のイタリア人義勇兵を紹介した。

## 編制
- 連隊本部
- 第1空中強襲大隊
- 第2空中強襲大隊
- 第8独立小銃大隊
- アヴァンギャルド強襲中隊
- 砲兵大隊 ハンティング・オウルズ
- 火力支援中隊
- 無人システム大隊